# USS Requin (SS-481)
L' USS Requin (SS/SSR/AGSS/IXSS-481), un sous-marin de la classe Tench, était le seul navire de l'United States Navy à porter le nom de requin. Depuis 1990, il est un navire-musée visitable au Carnegie Science Center de Pittsburgh, en Pennsylvanie.

## Historique
Sa quille a été posée le 24 août 1944 par le Portsmouth Naval Shipyard à Kittery dans le Maine. Il a été lancé le 1er janvier 1945 parrainé par Mme Slade D. Cutter et mis en service le 28 avril 1945 par le commandant Slade Cutter (en).
Au départ, le Requin transportait un armement plus lourd que d'habitude pour un sous-marin de la flotte, peut-être parce que le commandant Cutter était l'un des skippers de sous-marins les plus décorés partant en mer. Il avait un canon antiaérien de pont supplémentaire de 127 mm, ainsi que deux lance-roquettes à 24 tubes de 127 mm, qui étaient destinés à être utilisés pour fournir un bombardement en mer pendant l'Opération Downfall, l'invasion prévue de Kyūshū et Honshū.

## Essai en mer et première conversion

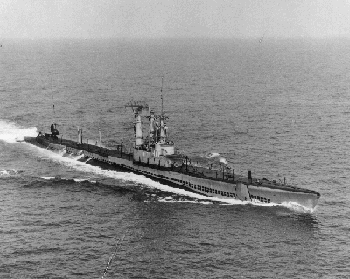
USS Requin, 1946

Après l'essai en mer au large de la côte de la Nouvelle-Angleterre, Requin quitta Portsmouth Naval Shipyard, le 3 juin 1945, en route vers Hawaï. Il a rejoint la flotte du Pacifique le 13 juillet à Balboa au Panama, et à la fin du mois a atteint Pearl Harbor. Cependant, deux semaines après son arrivée, trois jours avant qu'il ne commence sa première patrouille de guerre, la Seconde Guerre mondiale a pris fin et Requin a été rappelé et renvoyé dans l'Atlantique.
Requin a rejoint Staten Island le 18 septembre pour commencer ce qui serait, selon les mots du commandant Cutter, "une mission ennuyeuse et ennuyeuse", devenant essentiellement une cible pour les navires-écoles de sonar. Le 6 janvier 1946, il a navigué pour Key West en Floride Floride pour rejoindre le Submarine Squadron 4 (SubRon 4). D'août à novembre il est resté au chantier naval de Portsmouth à Kittery, pour conversion en sous-marin à piquet radar. Ses quatre tubes lance-torpilles arrière ont été retirés, ainsi que ses deux canons de pont et son canon anti-aérien arrière. Deux de ses tubes lance-torpilles avant ont été inactivés et il a été réduit à seulement dix torpilles. Il a également reçu un nouveau skipper; en octobre 1946, le commandant George L. Street III (en) ayant reçu la Medal of Honor pendant la guerre.

### Opérations de piquetage radar
Après avoir quitté le chantier, Requin a repris ses opérations dans l'Atlantique Ouest et à l'automne 1947 s'est déplacé vers le nord pour des exercices avec son sous-marin de piquet radar USS Spinax (SS-489) (en) le 13 novembre, il franchit le cercle arctique. Étant donné le symbole de classification de coque SSR-481 le 20 janvier 1948, Requin a commencé la modification de la configuration du piquet radar MIGRAINE II au chantier naval de Portsmouth à Kittery. En décembre, il a quitté le chantier naval après avoir terminé les essais avec un nouvel équipement radar. Il a rejoint le Submarine Squadron 8 à New London.
En mai 1949, il a effectué son premier déploiement avec la Sixième flotte des États-Unis. Arrivé à Gibraltar le 14 mai, il a opéré dans la Mer Méditerranée jusqu'au 30 juin. De retour à New London, Requin a été transféré à Norfolk, en Virginie, pour servir avec SubRon 6. Au printemps 1950, il a opéré dans l'ouest de l'Atlantique, allant de la Nouvelle-Écosse aux Antilles. Après une révision, il a rejoint la Sixième Flotte. En Méditerranée de mi-janvier à mi-mai 1951, il reprend ses opérations au large de la côte Est et dans la mer des Caraïbes à son retour. En août 1952, il est de retour dans les eaux européennes. En septembre, il s'est rendu au Royaume-Uni; puis, en octobre, le sous-marin a transité par le détroit de Gibraltar pour rejoindre la sixième flotte.
En 1953, il a maintenu son calendrier d' opérations avec la deuxième flotte et de la sixième flotte. À la fin de l'année, il s'est rendu à Philadelphie, en Pennsylvanie, pour une vaste révision de modernisation qui, entre autres changements, a supprimé son dernier canon anti-aérien. Le 2 mai 1955, l a effectué son cinquième déploiement méditerranéen. Détaché fin juillet, il revient à Norfolk et il est resté sur la côte est jusqu'en novembre 1957, date à laquelle il a repris ses fonctions avec la sixième flotte.

## Seconde conversion
De juin à août 1959, le Charleston Naval Shipyard en Caroline du Sud a retiré tout l'équipement radar de Requin et a amélioré sa rationalisation. Lors de sa conversion en configuration Fleet Snorkel, il reçut le symbole de classification de coque SS-481 le 15 août 1959 et rejoignit le SubRon 6 à Norfolk pour des opérations en tant que sous-marin d'attaque conventionnel, jusqu'à son déclassement.
Requin a mené des opérations locales au large de la côte Est et dans la mer des Caraïbes. À l'été 1961, il a servi de cible pour le groupe de travail Alpha dirigé par l'USS Saratoga (CVA-60). Requin a mené une approche périscopique sur le Saratoga et a lancé une simulation d'attaque à la torpille. Puis un hélicoptère a largué une torpille d'exercice sur Requin, qui a frappé vers l'avant et a fait rebondir plusieurs nouvelles attaques sur le côté bâbord du sous-marin. Le 20 septembre 1963, Requin effectue sa 5000e plongée. Du 7 janvier 1964 à mai, il a opéré avec la sixième flotte, puis a repris ses fonctions de deuxième flotte en 1968, interrompue seulement deux fois pour des déploiements prolongés. L'opération UNITAS VII à l'automne 1966 a appelé Requin à naviguer autour du continent sud-américain pour des exercices avec diverses marines sud-américaines. Son dernier déploiement de la sixième flotte l'a renvoyé en Méditerranée pour le service du 4 avril au 27 juillet 1967.
Le 8 juin, alors qu'il terminait une série d'exercices avec la sixième flotte américaine, il a appris que le navire américain de renseignement électromagnétique USS Liberty (AGTR-5) était attaqué. L'équipage de Requin se prépara à aller à la défense de Liberty, mais reçut l'ordre du commandant de la sixième flotte de faire surface et de se diriger vers la Crète.
Le 28 mai 1968, lors de son dernier déploiement avant le déclassement, Requin a quitté Norfolk en Virginie, dans le cadre de l'effort de recherche du sous-marin nucléaire d'attaque manquant USS Scorpion (SSN-589). Le 29 juin 1968, Requin a été reclassé AGSS-481 et en octobre 1968, il a entamé son inactivation à la base navale de Norfolk. Désarmé le 3 décembre 1968, il a été remorqué à St. Petersburg en Floride, en février 1969, et y a servi comme navire-école non motorisé de la Réserve navale au Naval Reserve Center St. Petersburg, à côté de l'Albert Whitted Airport (en) et de la station aérienne de la Garde côtière St. Pétersbourg. Le 30 juin 1971, Requin a été reclassé en tant que IXSS-481 et le 20 décembre 1971, il a été rayé du Naval Vessel Register.

## Préservation
Le 17 juin 1972, Requin a été transféré à une fondation commémorative à but non lucratif à Tampa, en Floride, et amarré dans la rivière Hillsborough à côté du Curtis Hixon Hall (en) et du Tampa Museum of Art (en), de l'autre côté de la rivière depuis l'Université de Tampa , en tant qu'attraction touristique . Il y est resté dans ce rôle jusqu'en 1986, lorsque l'organisation à but non lucratif responsable du sous-marin s'est repliée en raison d'une insolvabilité et que Requin a été fermé en raison d'un manque de financement et de soutien. À l'exception d'une brève réouverture en 1988, il est essentiellement resté abandonné sur le quai pendant les quatre années suivantes.

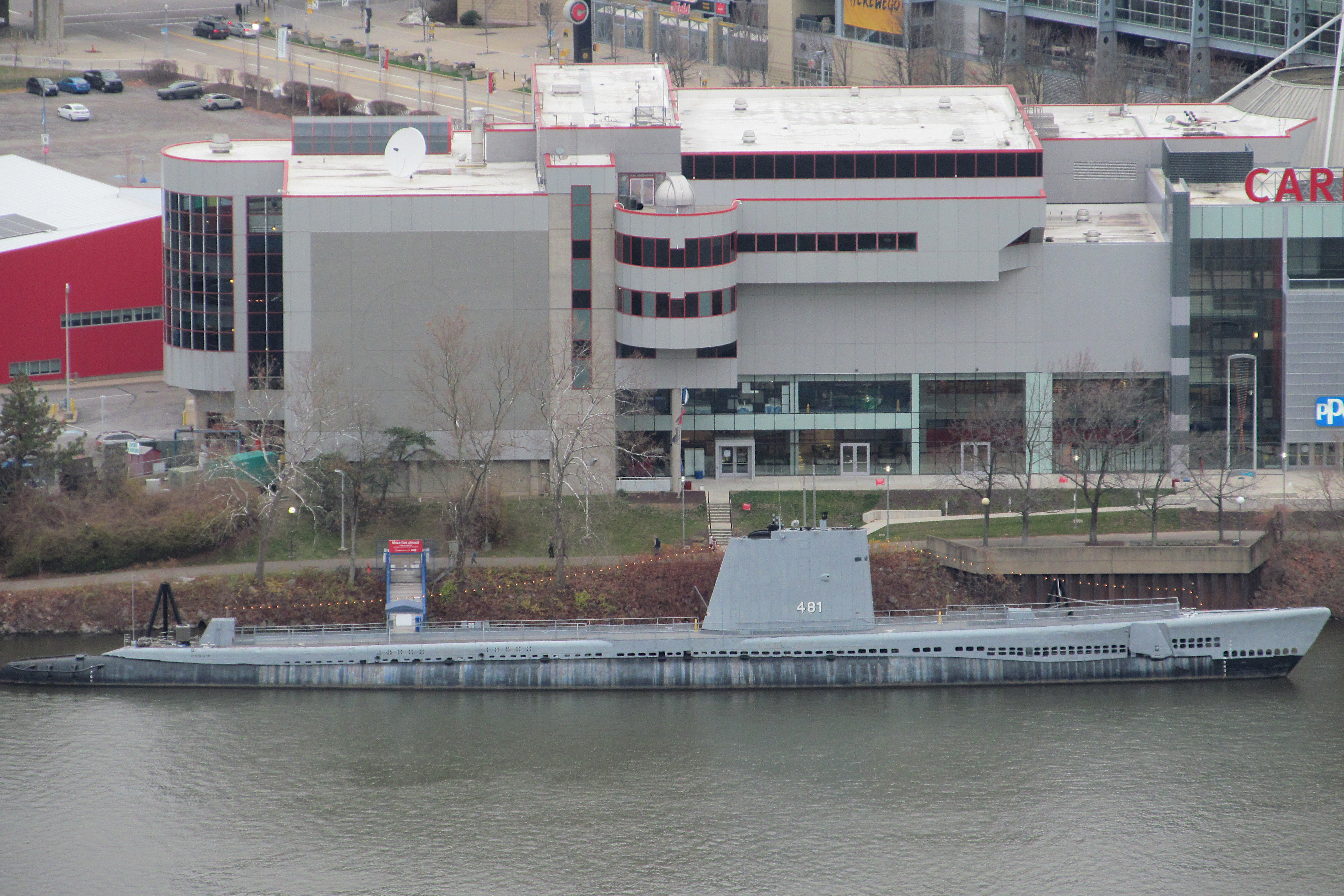
USS Requin au Carnegie Science Center

Le 21 février 1990, le sénateur John Heinz a présenté le projet de loi du Sénat S.2151, qui permettait à Requin d'être transféré en tant qu'exposition pour le Carnegie Science Center à Pittsburgh, en Pennsylvanie. Le 24 mai, Requin a été remorqué au chantier naval de Tampa pour une mise en cale sèche et des réparations de coque en vue de son déménagement à Pittsburgh. Le 7 août, il a quitté International Ship Repair à Tampa en remorque jusqu'à Baton Rouge, en Louisiane, où, le 11 août, il a été hissé sur des barges et a commencé sa remontée du fleuve Mississippi et de la rivière Ohio jusqu'à Pittsburgh. Le 4 septembre, Requin est arrivé au Carnegie Science Center. Le 20 octobre 1990, Requin a été consacré comme mémorial et exposition de musée et ouvert aux visites.

## Décorations
- Asiatic-Pacific Campaign Medal
- World War II Victory Medal
- National Defense Service Medal
- Navy Occupation Service Medal

## Galerie

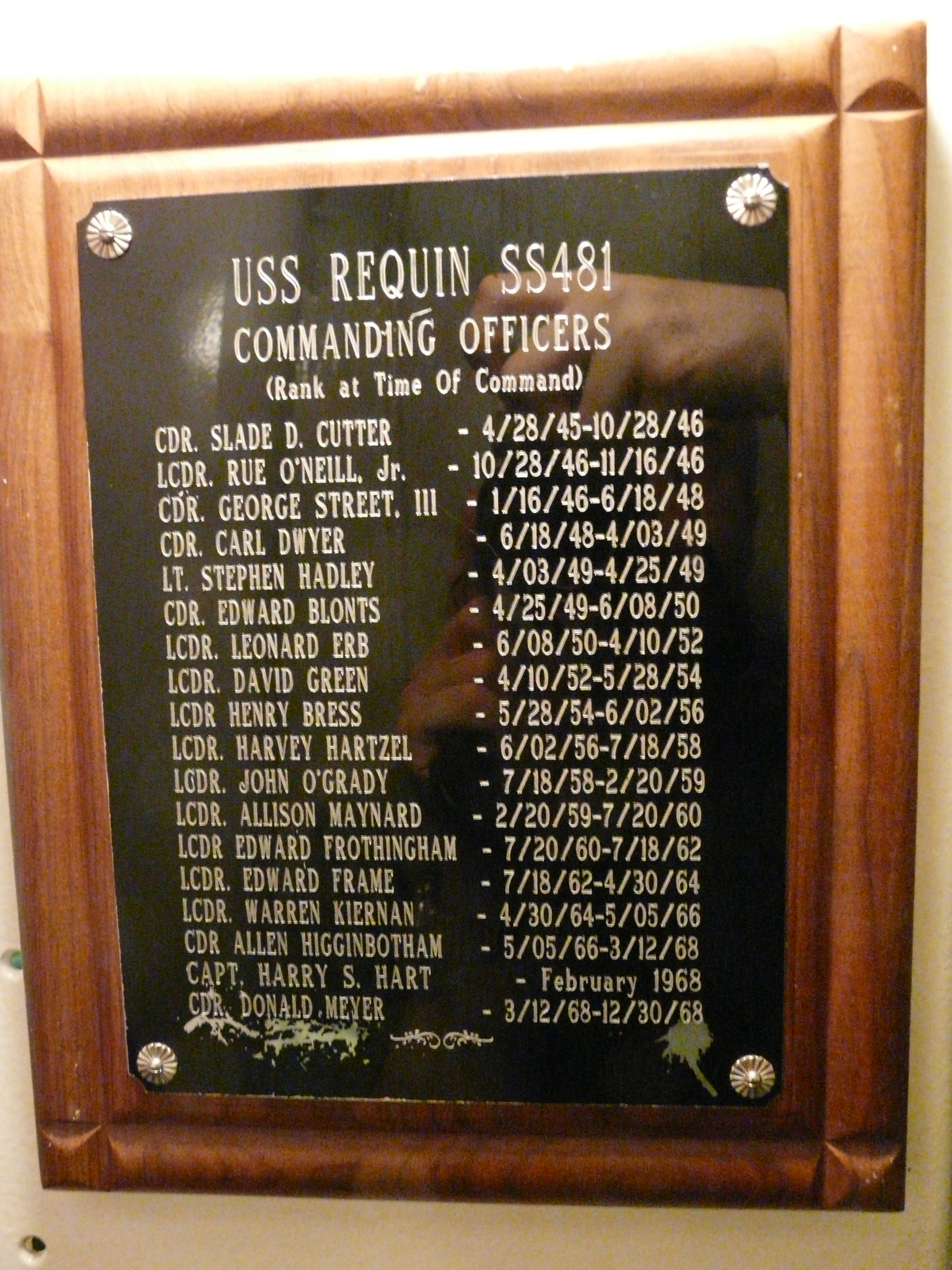
Liste des Commandants
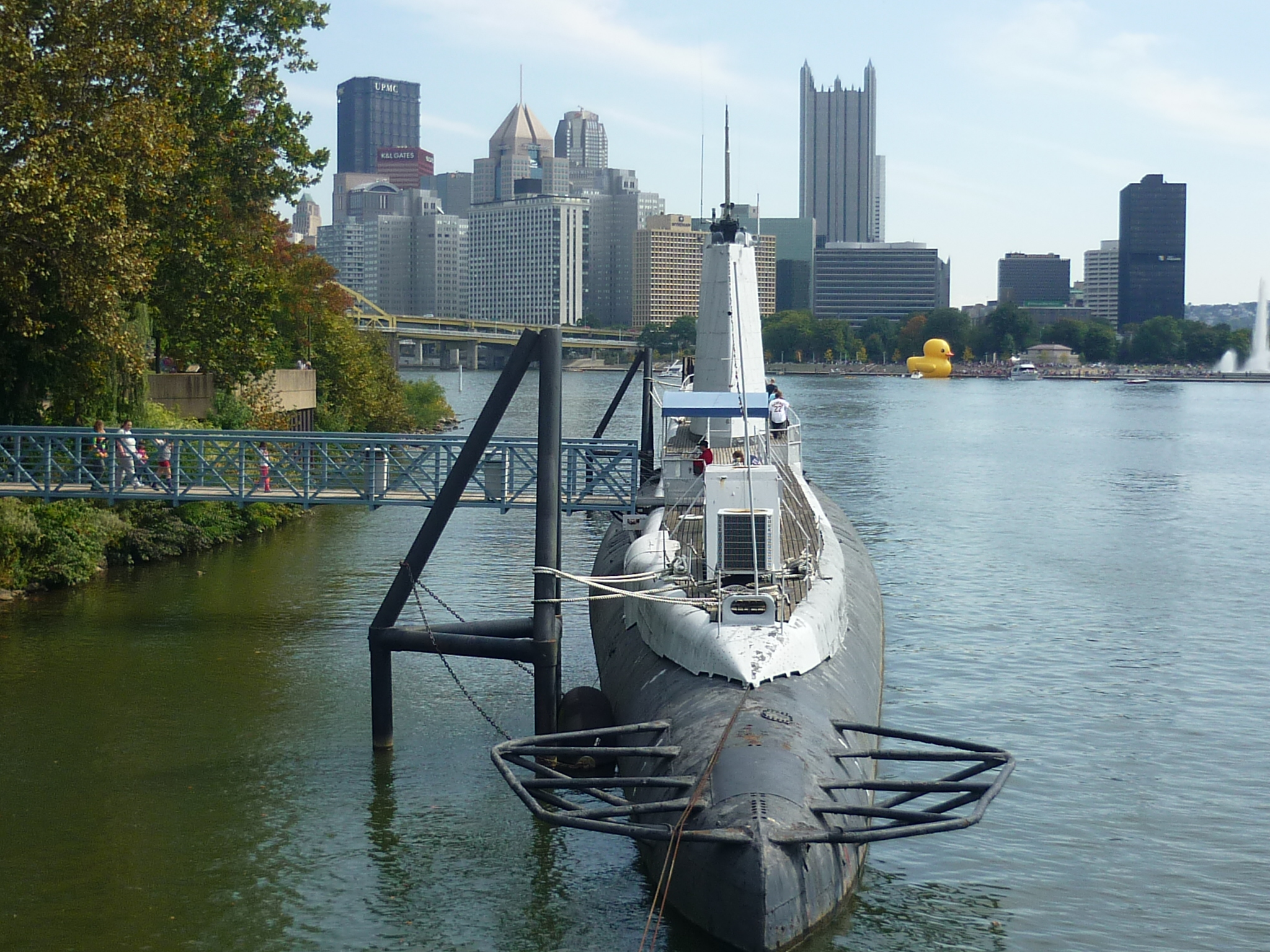
USS Requin à Pittsburgh